# Пшевуз (Картузький повіт)
Пшевуз (пол. Przewóz) — село в Польщі, у гміні Хмельно Картузького повіту Поморського воєводства.
Населення — 403 особи (2011).
У 1975-1998 роках село належало до Гданського воєводства.

## Демографія
Демографічна структура станом на 31 березня 2011 року:
|          | Загалом | Допрацездатний вік | Працездатний вік | Постпрацездатний вік |
| -------- | ------- | ------------------ | ---------------- | -------------------- |
| Чоловіки | 194     | 58                 | 123              | 13                   |
| Жінки    | 209     | 59                 | 117              | 33                   |
| Разом    | 403     | 117                | 240              | 46                   |